# LAZ-699
Der LAZ-699 (ukrainisch und russisch ЛАЗ-699) ist ein sowjetischer und später ukrainischer Reisebus, der ab 1960 im Lwowski Awtobusny Sawod (russisch Львовский автобусный завод, ukrainisch Львівський автобусний завод, kurz ЛАЗ bzw. LAZ) gebaut wurde. Die Serienproduktion begann 1964. Das Fahrzeug ist eine verlängerte Version des weit verbreiteten LAZ-695 mit einem stärkeren Motor, erst 2002 wurde die Produktion eingestellt.
Mit dem LAZ-697 existiert noch ein weiterer Reisebus, der auf dem LAZ-695 aufbaut. Dieses Fahrzeug wurde jedoch nicht verlängert und kann entsprechend weniger Personen transportieren.

## Fahrzeuggeschichte

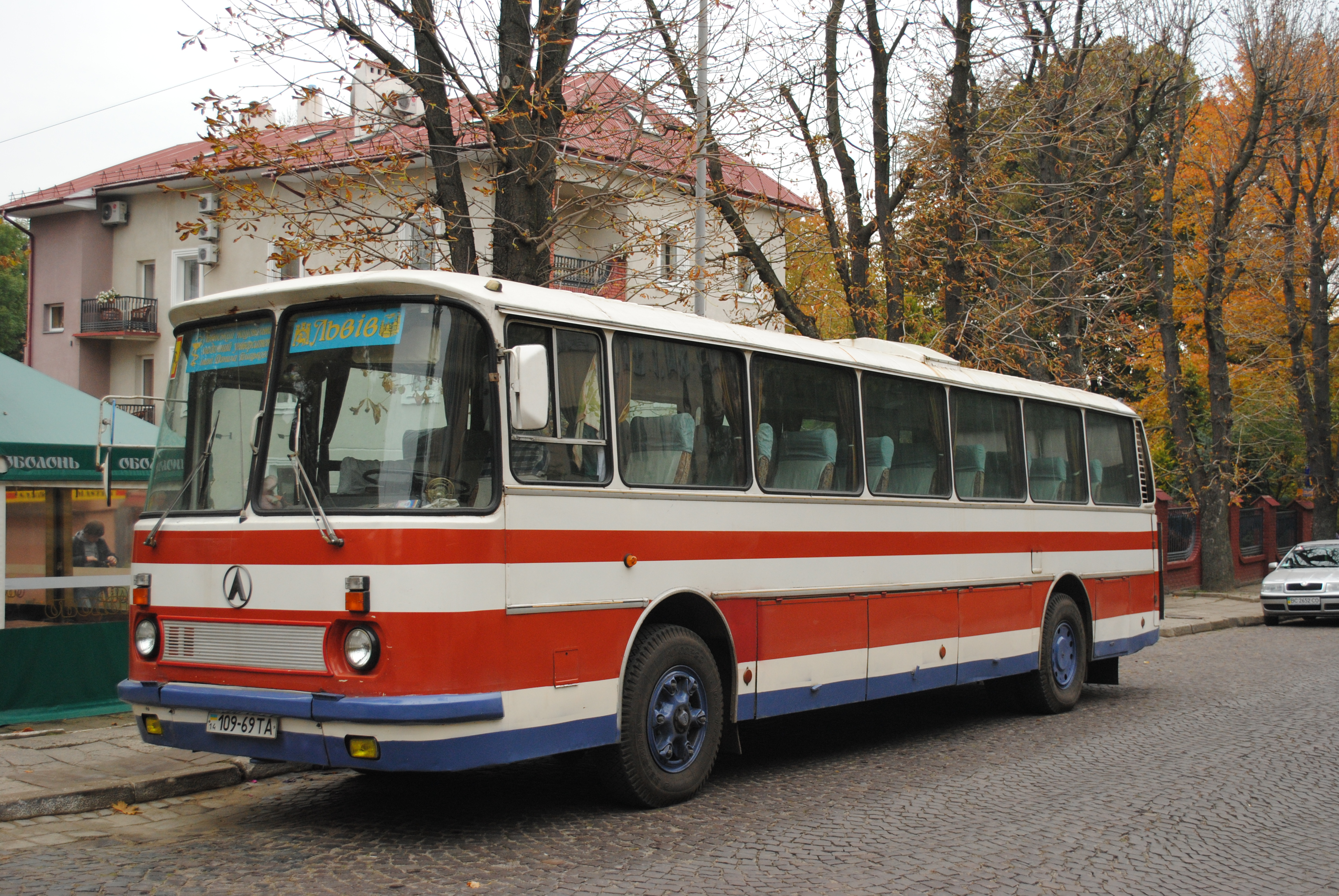
Ein LAZ-699 in der Ukraine (2013)

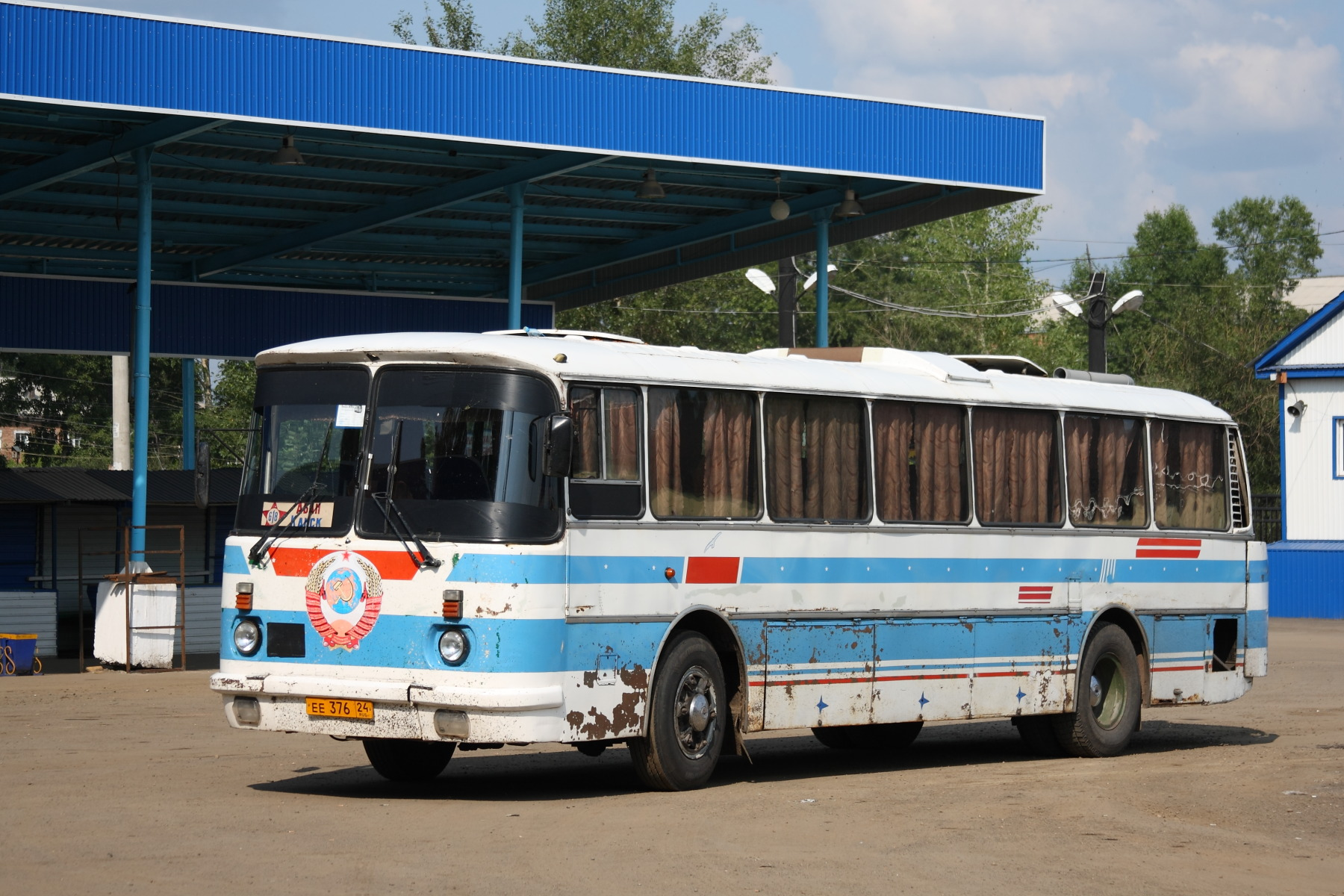
LAZ-699R in Kansk, Russland (2013)

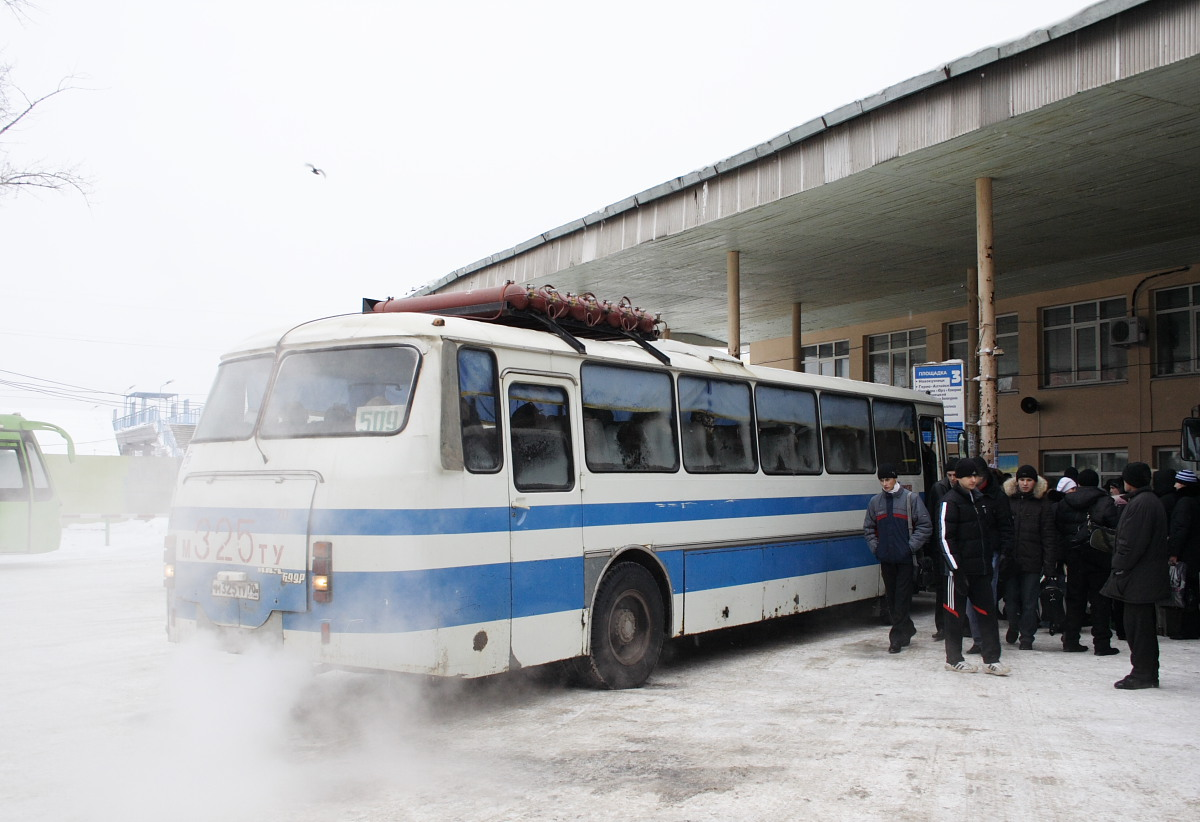
Ein LAZ-699R, nachträglich umgerüstet für den Betrieb mit Erdgas. Die Gastanks sind auf dem Dach montiert (Tomsk, 2007)

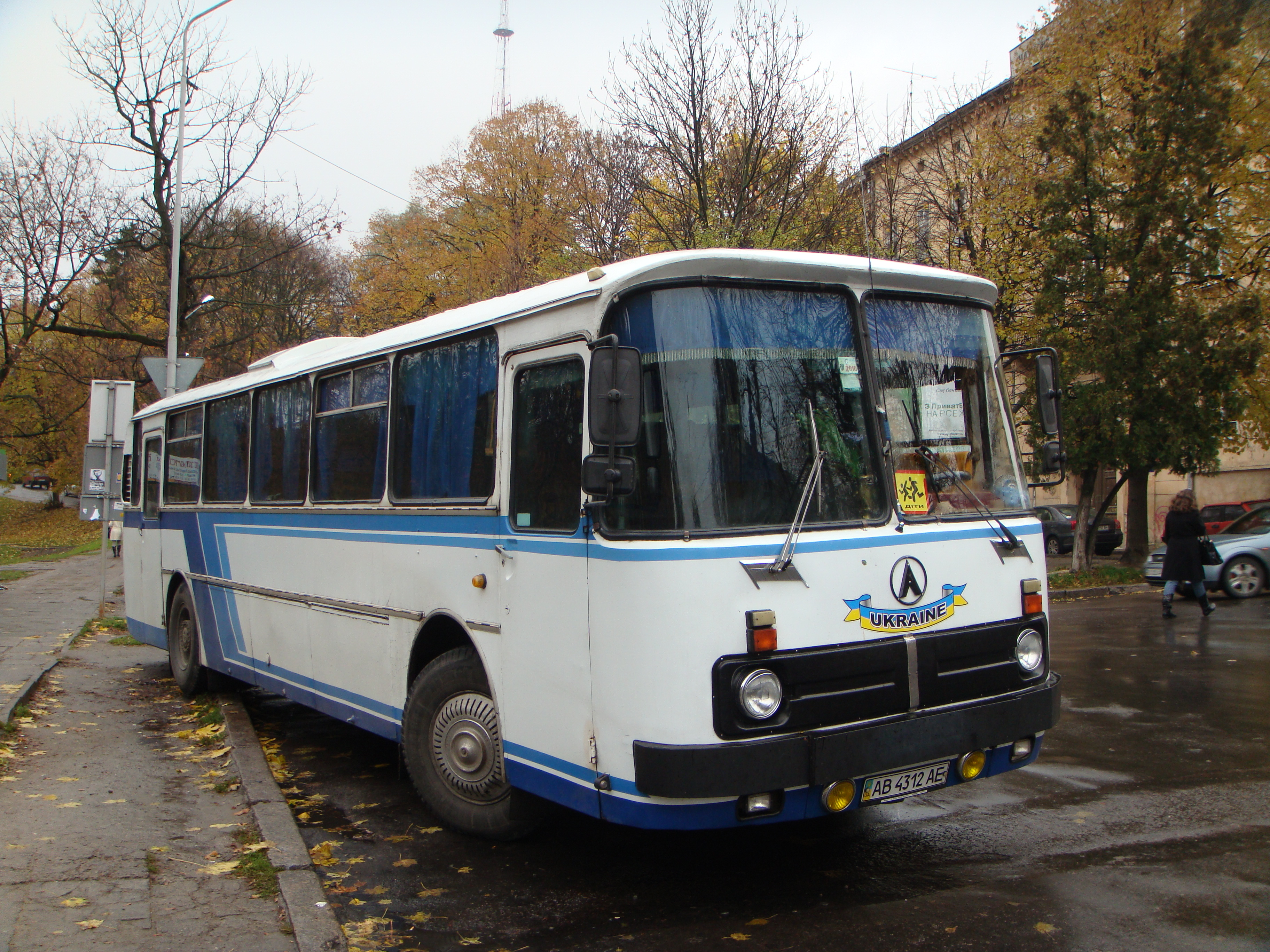
LAZ-699R in der Ukraine (2010)

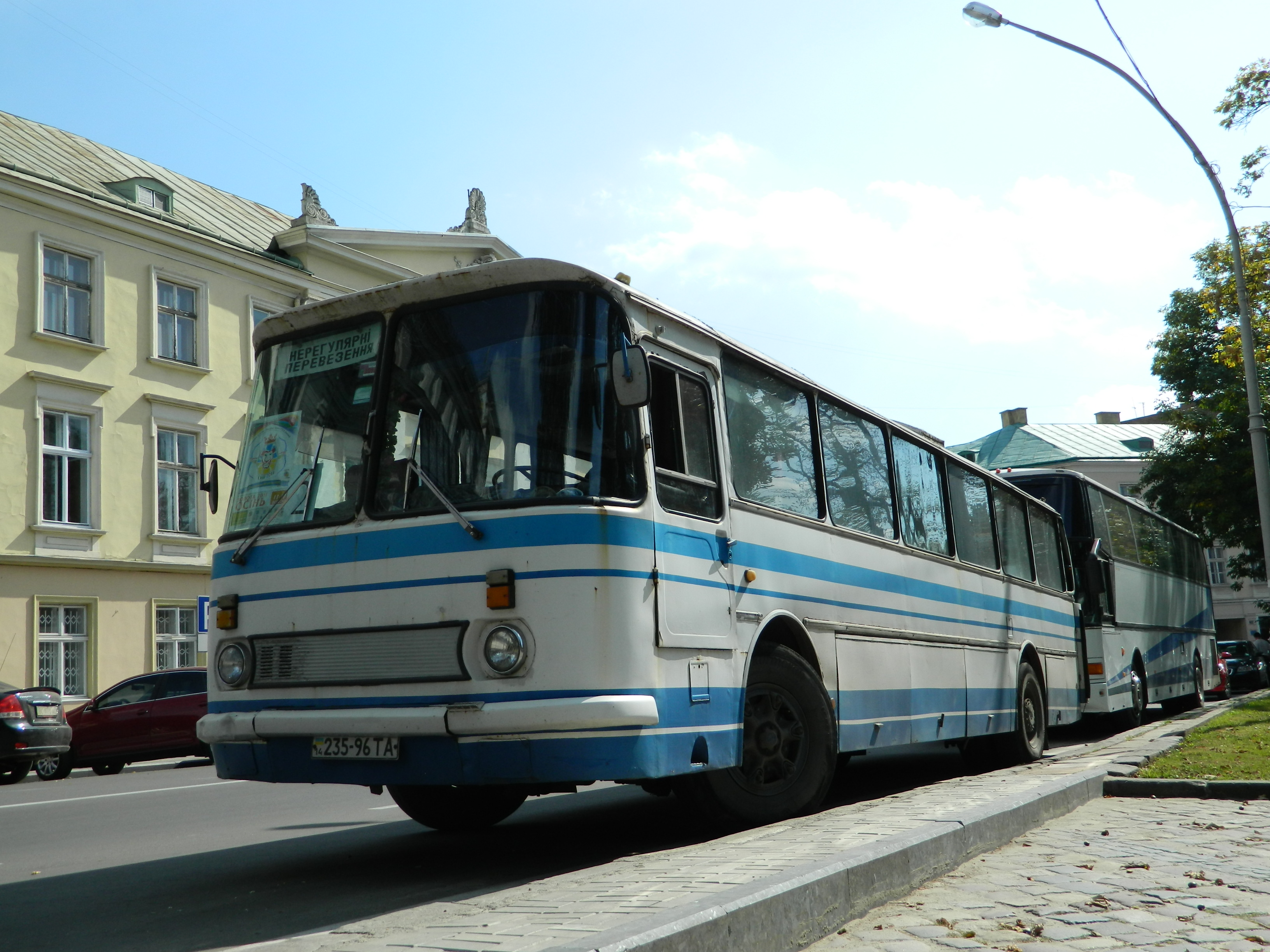
LAZ-699R aus der Ukraine (2011)

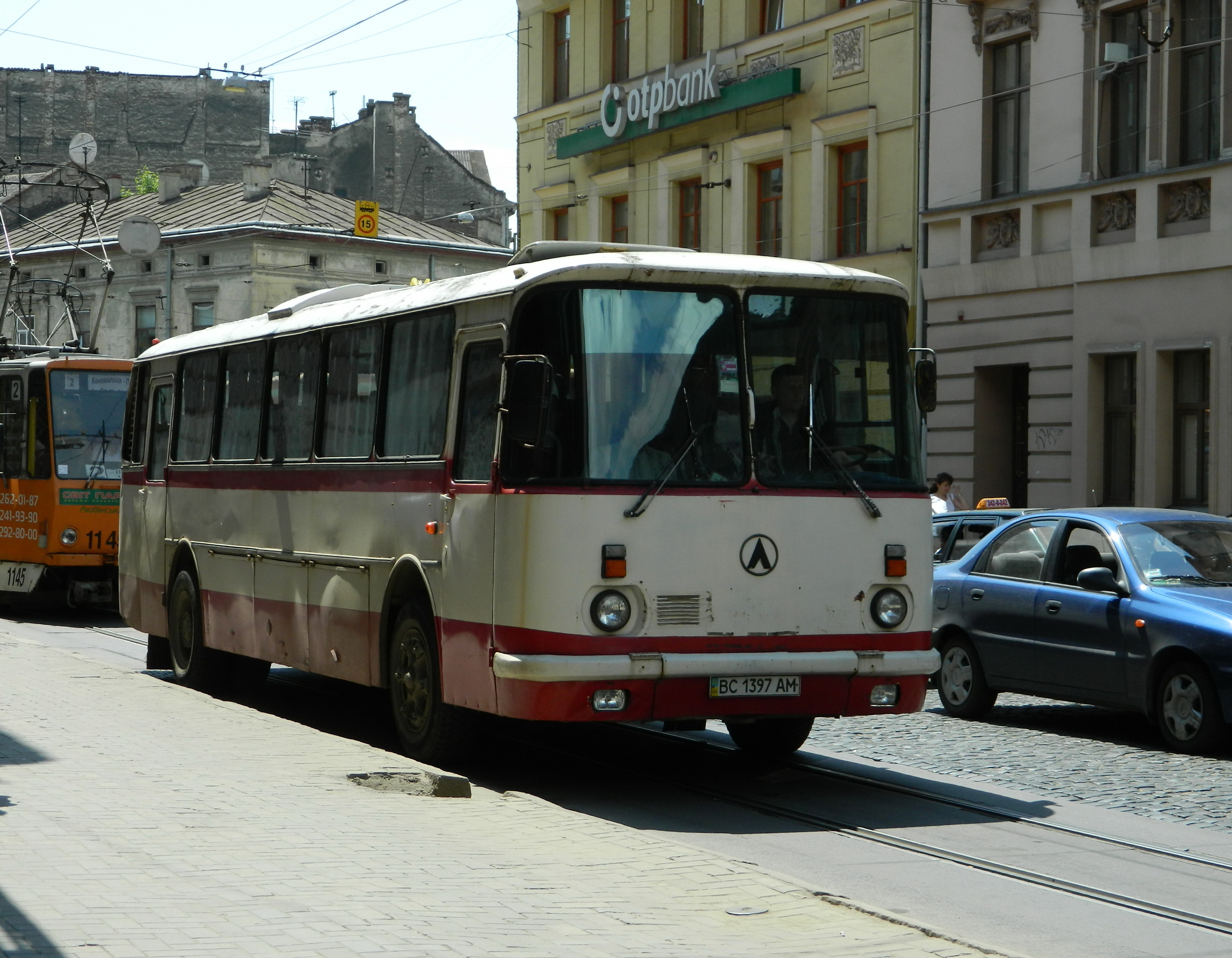
LAZ-699R in der Ukraine (2011)

Der erste Prototyp eines komfortablen Reisebusses wurde im Lwowski Awtobusny Sawod bereits 1960 unter der Bezeichnung LAZ-699 entwickelt. Es handelte sich um einen LAZ-695, dessen Karosserie um 1345 mm verlängert wurde. Außerdem erhielt das Fahrzeug einen stärkeren Motor. Der Achtzylinder-Ottomotor vom Typ ZIL-375 stammte aus dem Militärlastwagen Ural-375 und wurde während der gesamten Produktionszeit verwendet.
Der erste Prototyp wurde 1961 sogar Nikita Chruschtschow präsentiert und war nach dem ZIS-127 der zweite Bus, der in der Sowjetunion speziell für den Fernverkehr entwickelt wurde. Das Fahrzeug wurde mit einem WC, großen Lüftungsklappen, bequemen Polstersitzen mit Kopfstütze und einem Kühlschrank ausgestattet.
Bis zum Beginn der Serienproduktion entstanden noch vier weitere Prototypenversionen, wobei teilweise mehrere Fahrzeuge von einer Variante gebaut wurden. Sie unterschieden sich häufig nur durch Details, allerdings wurde auch die Sitzanzahl von 34 auf 41 gesteigert. Alle Fahrzeuge wurden bereits, wie auch die erste Serienversion, unter dem Namen LAZ-699A gebaut.
Die Serienproduktion begann 1964 unter der Bezeichnung LAZ-699A. Die Fahrzeuge liefen bis 1967 vom Band, danach gab es einen Produktionsstopp. Erst 1973 begann die Serienfertigung des LAZ-699N, der in der Zwischenzeit entwickelt worden war. Größere Mengen liefen erst ab 1976 von den Bändern, 1978 wurde die Fertigung auf den LAZ-699R umgestellt. Dieser wurde noch bis 2002 gebaut.

## Modellvarianten
Im Laufe des langen Bauzeit von fast 40 Jahren wurden diverse Varianten des Fahrzeugs gebaut, nicht alle kamen letztlich zur Serienreife.

### LAZ-699A
Bereits im Dezember 1960 wurden unter der Bezeichnung LAZ-699A „Karpaty“ (ЛАЗ-699А „Карпати“) zwei Prototypen des späteren Serienbusses gebaut. Auf verschiedene Einbauten wie ein Schränke und die Toilette wurde verzichtet, dafür stieg die Sitzplatzzahl auf 41. Später wurden in der ersten Reihe noch zwei Klappsitze zusätzlich angebracht. Auffällig war zudem die Fahrzeugbeleuchtung mit vier Frontscheinwerfern.
Im Laufe des Jahres 1961 wurden verschiedene weitere Prototypen mit der gleichen Bezeichnung gebaut, sie erhielten unter anderem eine pneumatische Lenkhilfe. Der Start der Serienproduktion war für 1962 angesetzt, allerdings mussten nach ausführlichen Tests auf der Krim verschiedene Mängel an den Fahrzeugen behoben werden, wodurch es zu Verzögerungen kam. Insbesondere wiesen die Busse Mängel an der verbauten Hinterachse auf.
1963 wurde eine neue Version unter dem Namen LAZ-699A „Karpaty-1“ vorgestellt, die insbesondere die Mängel behob, die die staatlichen Behörden zuvor festgestellt hatten. Die Hinterachse stammte nun vom weißrussischen Lastwagen MAZ-500. Auch dieses Fahrzeug wurde noch mit vier Frontscheinwerfern ausgestattet, war allerdings der letzte Typ mit diesem Merkmal.
Die Serienproduktion begann 1964 unter der Bezeichnung LAZ-699A „Tourist“, dauerte aber nur bis 1966. Insbesondere Probleme an der Karosserie führten dazu, dass das Fahrzeug sehr schnell wieder aus der Fertigung genommen wurde und auch nur wenige Exemplare entstanden. Auch in den Serienfahrzeugen wurde keine Toilette und keine zusätzlichen Schränke als Stauraum untergebracht, die Sitzplatzzahl änderte sich nicht. Wie bereits in den Prototypen kam der Motor vom Typ ZIL-375 zum Einsatz, nun aber mit einer Leistung von 180 PS (132 kW). 1967 wurden noch einmal 15 Busse gebaut, die unter dem Namen „Ukraina-67“ („Украина-67“) für eine Ausschreibung in Frankreich gefertigt wurden. Sie wichen in Details von den zuvor gebauten Exemplaren ab, grundsätzliche Änderungen gab es aber nicht. Die Fahrzeuge erhielten verschiedene Preise vom französischen Tourismusministerium, zu einem Großauftrag kam es aber nicht.

### LAZ-699N
Nach zwei Jahren Unterbrechung wurde 1969 wieder ein Prototyp eines neuen LAZ-699 gefertigt. Unter der Bezeichnung LAZ-699N wurde ein Fahrzeug mit verstärkter Karosserie gebaut, das auf einige Glasflächen im Dachbereich verzichtete und so verwindungssteifer wurde. Gleichzeitig wurde im hinteren Bereich eine zweite Tür als Notausgang eingebaut, die auch alle nachfolgenden Modellvarianten des Fahrzeugs haben. Außerdem wurden einige Änderungen übernommen, die gleichzeitig an der Stadtbusbaureihe LAZ-695 durchgeführt wurden. So verschwand der Lufteinlass auf dem Dach und die Seitenfenster wie auch die Frontscheibe wurden geändert.
Als LAZ-699N „Tourist“ erschien 1972 ein weiterer Prototyp. Es entfielen die Schiebefenster und die Lüftungsklappen auf dem Dach, dafür wurde eine Klimaanlage installiert. Die Serienfertigung erfolgte erst ab 1975, die gebauten Mengen blieben wie bereits beim LAZ-699A gering. 1978 wurde das Modell zu Gunsten des LAZ-699R eingestellt.
Vom LAZ-699N gab es, trotz der kurzen Bauzeit, diverse Modifikationen. Bereits 1971, also noch vor Vollendung des ersten LAZ-699N, wurde der Prototyp „Ukraina-71“ („Украина-71“) gefertigt, der eine besonders luxuriöse Innenausstattung hatte. Es wurden zwei Fernseher verbaut, ebenso ein Tonbandgerät, ein Kühlschrank, eine Bar mit Kaffeemaschine und eine Toilette. Außerdem erhielt das Fahrzeug verbesserte Stoßdämpfer, eine Luftfederung und eine pneumatisch gesteuerte Kupplung. Jeder Passagier hatte eine eigene Leselampe sowie verstellbare Luftdüsen über seinem Kopf zur Verfügung. Zu einer Serienfertigung kam es nicht.
1973 wurde der „Ukraina-73“ gefertigt. Der Bus war ähnlich luxuriös wie das Modell von 1971, erhielt aber zusätzlich noch automatisch öffnende Türen. Geplant war, einen Achtzylinder-Dieselmotor vom Typ JaMZ-740 einzubauen. Der Motor war selbst ein Prototyp und für die einige Jahre später anlaufende Motorenfertigung beim Lkw-Hersteller KamAZ gedacht. Schlussendlich wurde aber wieder ein Triebwerk vom Typ ZIL-375 verbaut. Auch dieses Fahrzeug kam nicht über einen Prototyp hinaus.
Ebenfalls 1973 wurde unter der Bezeichnung LAZ-699P eine spezielle Ausführung angefertigt, die für den Transport der sowjetischen Kosmonauten im Weltraumbahnhof Baikonur gedacht war. Der Bus erfüllte spezielle Sicherheitsvorschriften und wurde mit einem Klimasystem ausgestattet, das in der Lage ist, eine genau festgelegte Temperatur im Fahrzeuginneren zu halten. Dazu war auch eine vollständige Doppelverglasung notwendig. Außerdem wurden die Türen verbreitert, damit die Raumfahrer mit angelegten Raumanzug hindurch passten. Die Ausstattung war ähnlich luxuriös wie bei den vorherigen Prototypen, enthielt zusätzlich noch ein System zur Erzeugung von Warmwasser und einen Videorekorder. Aufgrund dessen, dass die Fahrzeuge häufig bei Fernsehübertragungen zu sehen waren, erlangten sie eine gewisse Bekanntheit innerhalb der Sowjetunion. Es wurden nur einige wenige Exemplare in zwei verschiedenen Versionen gebaut, in einer davon mit einer Luftschleuse inklusive Staubabsaugung.
Im Jahr 1974 wurde mit dem LAZ-699D das Vorhaben umgesetzt, den prototypischen Dieselmotor vom Typ JaMZ-740 zu verbauen. Das Fahrzeug wurde auf einer Ausstellung zum Thema „50 Jahre Automobilindustrie“ in der Sowjetunion präsentiert, sogar ein Startdatum der Serienproduktion wurde ausgegeben. Ab 1979 sollten die Busse in Serie gebaut werden, der Plan wurde letztlich aufgegeben. Später wurde diese Modellversion auch als LAZ-699ND bezeichnet.
Unter dem Namen LAZ-699B wurde ein einziger Prototyp für den Stadtverkehr gefertigt. In der Mitte des Fahrzeugs wurde eine breite zusätzliche Passagiertür eingebaut, wie sie auch im Stadtbus LiAZ-677 Verwendung fand. Eine Serienfertigung erfolgte nicht, ähnliche wenig erfolgreiche Experimente gab es auch beim LAZ-695.

### LAZ-699R
Als Ersatz für den LAZ-699N wurden ab 1978 kleinere Mengen des neuen LAZ-699R gefertigt. Es wurden insbesondere Kleinigkeiten an der Scheinwerferanordnung geändert, eine weitere Änderung in der laufenden Produktion gab es 1981. In der ersten Hälfte der 1980er-Jahre wurde zudem eine Kleinserie luxuriös ausgestatteter Fahrzeuge aufgelegt, die den Namen LAZ-699 „Ljuks“ (ЛАЗ-699 „люкс“) trugen. Sie sind äußerlich insbesondere an verschiedenen zusätzlichen Plastikverkleidungen erkennbar und wurden für staatliche Institutionen gebaut. Außerdem hatten die Fahrzeuge Nebelscheinwerfer, die in die Stoßstange eingebaut wurden.
Gegen Ende der 1980er-Jahre erhielten die Busse zusätzlich eine gesonderte Tür für den Fahrer. Ab den 1990er-Jahren wurden keine Trilex-Felgen mehr verbaut, stattdessen kamen gewöhnliche Felgen aus Stahlblech zum Einsatz. 2002 wurde die Produktion endgültig eingestellt.
Anders als beim LAZ-695 gab es ab Werk keine Busse, die als Erdgasfahrzeuge ausgerüstet wurden. Allerdings wurden teilweise entsprechende Systeme nachgerüstet.
Häufig wurden die Fahrzeuge generalüberholt und dabei dem technischen Stand späterer Modelle angepasst.

## Technische Daten
Die angegebenen Daten beziehen sich auf die Modellversion LAZ-699R, ebenso die Daten in der Infobox.
- Motor: Achtzylinder-Ottomotor
- Motortyp: ZIL-375Ja5 (entspricht dem aus dem Lastwagen Ural-375)
- Leistung: 175 PS (129 kW)
- Drehmoment: 471 Nm
- Hubraum: 7,0 l
- Verdichtung: 7,3:1
- Treibstoffverbrauch bei konstanten 60 km/h: 31,3 l/100 km
- Beschleunigung: von 0 auf 60 km/h in 37,0 s
- Höchstgeschwindigkeit: 100 km/h
- Getriebe: mechanisches Fünfganggetriebe
- Getriebetyp: JaMZ-204U (aus dem Jaroslawski Motorny Sawod)
- Bordspannung: 12 V
- Bremsweg: 32,1 m aus 60 km/h
- maximal befahrbare Steigung: 25 %
- Antriebsformel: 4×2

Abmessungen und Gewichte
- Länge: 10.540 mm
- Breite: 2500 mm
- Höhe: 2980 mm
- Radstand: 5545 mm
- Spurweite vorne: 2100 mm
- Spurweite hinten: 1880 mm (Doppelbereifung)
- Bodenfreiheit: 320 mm
- Breite der Passagiertüren: 830 mm
- Wendekreis (Durchmesser): 24 m
- Sitzplätze: 41
- Stehplätze: 0
- Reifengröße: 280/508R, schlauchlos
- Leergewicht: 8829 kg
- zulässiges Gesamtgewicht: 12.931 kg
- Achslast vorne: 4525 kg
- Achslast hinten: 8406 kg
- Kofferraumvolumen: 4380 l